# Gruppi etnici del Giappone
Secondo statistiche sul censimento del 2018, il 97,8% della popolazione totale del Giappone è giapponese; la percentuale restante, è invece costituita da cittadini stranieri residenti in Giappone. Negli ultimi anni, a causa dell'invecchiamento della popolazione giapponese e della mancanza di forza lavoro locale, il numero di lavoratori stranieri in Giappone ha subito un incremento drastico. Secondo un articolo del 2018, circa 1 su 10 dei giovani adulti residenti a Tokyo è cittadino straniero.

## Panoramica

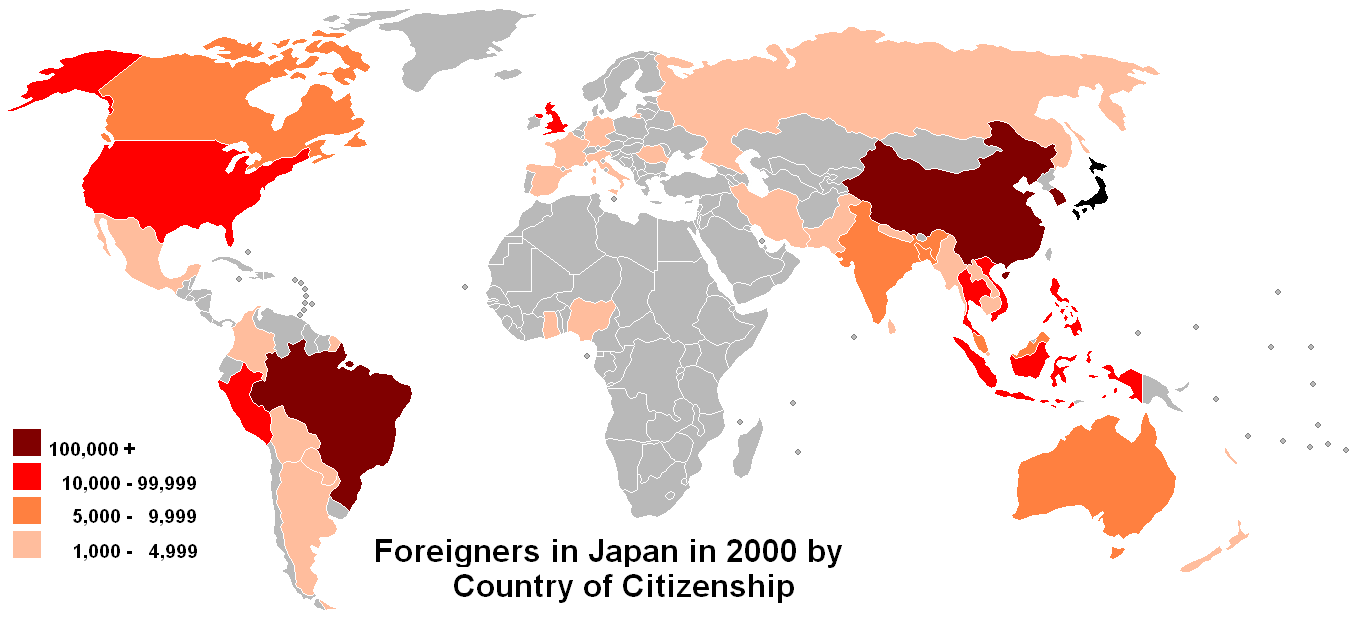
Cittadini stranieri in Giappone nel 2000 per paese di provenienza.

Circa il 2,2% della popolazione totale legalmente residente in Giappone è composto da cittadini stranieri. Di questi, secondo i dati del 2018 forniti dal governo giapponese, i gruppi principali sono i seguenti:
| Nationalità                    | Popolazione | Percentuale di      | Percentuale di     |
| Nationalità                    | Popolazione | Cittadini stranieri | Popolazione totale |
| ------------------------------ | ----------- | ------------------- | ------------------ |
| Cina                           | 764.720     | 28,3%               | 0,64%              |
| Corea (Corea del Sud + Chōsen) | 479.198     | 17,7%               | 0,40%              |
| Vietnam                        | 330.835     | 12,3%               | 0,28%              |
| Filippine                      | 271.289     | 10,0%               | 0,23%              |
| Brasile                        | 201.865     | 7,5%                | 0,17%              |
| Nepal                          | 88.951      | 3,3%                | 0,07%              |
| Taiwan                         | 60.684      | 2,2%                | 0,05%              |
| Stati Uniti                    | 57.500      | 2,1%                | 0,04%              |
| Indonesia                      | 56.346      | 2,1%                | 0,04%              |
| Thailandia                     | 52.323      | 1.9%                | 0,04%              |
| Perù                           | 48.362      | 1,8%                | 0,04%              |
| Altri                          | 635.787     | 23,6%               | 0,50%              |
| Totale (al 2018)               | 2.731.093   | 100%                | 2,2%               |

Le statistiche sopra riportate, non includono i circa 30.000 militari statunitensi di stanza in Giappone, né tengono conto degli immigranti illegali. Le statistiche non tengono conto nemmeno delle minoranze etniche come gli Ainu o i ryukyuani, dei cittadini naturalizzati (inclusi coreani e cinesi), e dei discendenti di immigranti. La popolazione legalmente residente in Giappone totale nel 2018 è di circa 126.440 milioni.

## Gruppi etnici indigeni del Giappone

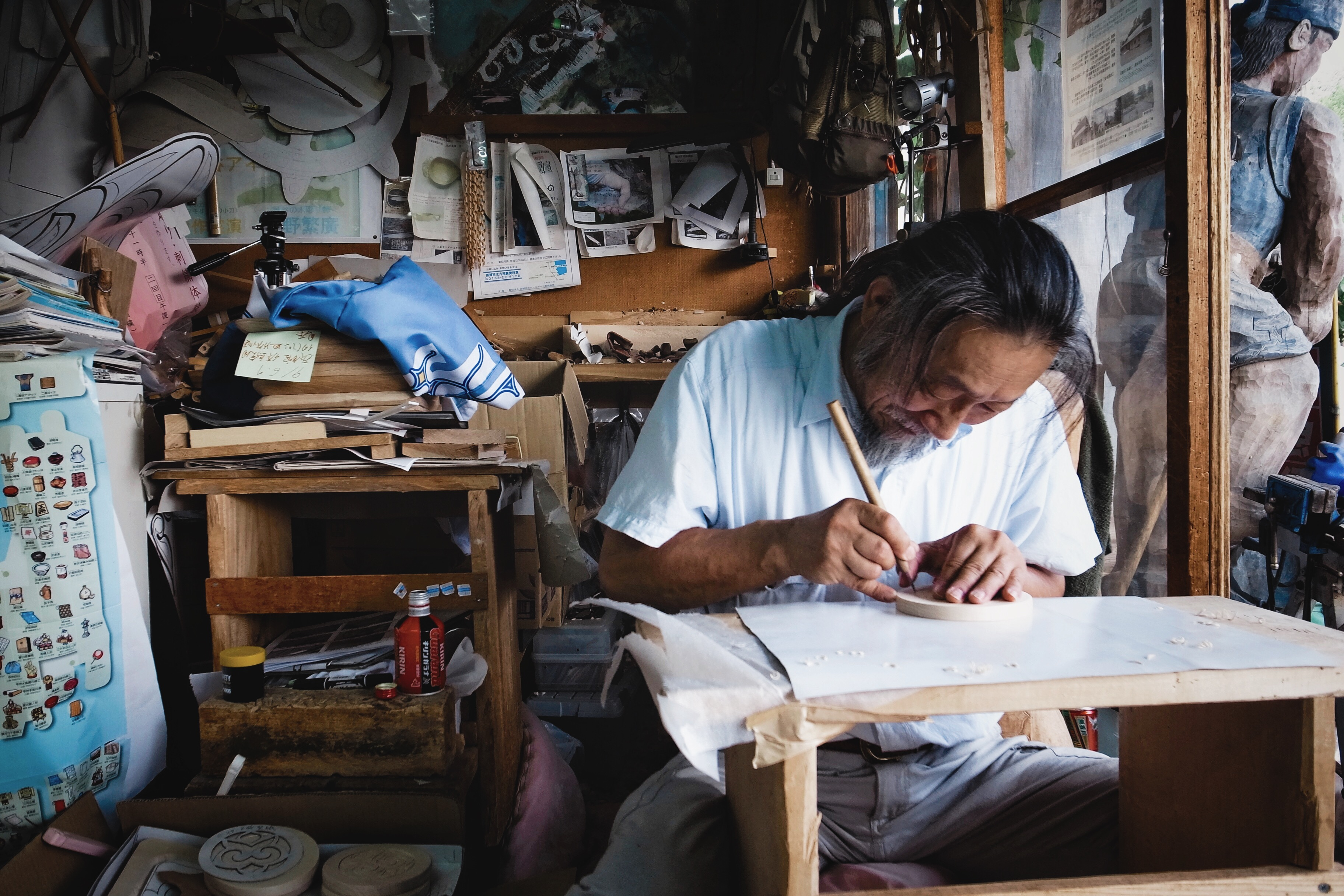
Artigiano Ainu a Nibutani, Hokkaidō

### Ainu
Gli Ainu (アイヌ?, Ainu, in lingua ainu アィヌ Aynu), sono la popolazione indigena dell'isola di Hokkaidō, delle isole Curili, dell'isola Sakhalin e di una parte della penisola della Camciatca. Secondo il governo giapponese oggi, gli ainu in Giappone sono circa 25.000; stime non ufficiali invece, ne contano oltre 200.000.

### Ōbeikei
Gli ōbeikei (欧米系?, Ōbeikei, letteralmente "occidentali"), sono il gruppo etnico nativi delle isole Bonin, oggi parte della prefettura di Tokyo.

### Yamato
Gli Yamato (大和民族?, Yamato minzoku, letteralmente "etnia Yamato"), il gruppo etnico nativo dominante del Giappone.

### Ryukyuani
I ryukyuani (琉球民族?, Ryūkyū minzoku, in lingua di Okinawa Ruuchuu minzuku o Duuchuu minzuku), sono la popolazione indigena delle isole Ryūkyū nel Giappone meridionale. I ryukyuani si dividono in diversi gruppi etnici: gli Uchinānchu, gli Amami, i Miyako, gli Yaeyama e gli Yonaguni. Le lingue parlate dai ryukyuani, insieme al giapponese e ai suoi dialetti, sono considerate uno dei due rami delle lingue nipponiche. I ryukyuani hanno una cultura propria con alcuni elementi matriarcali, religioni indigene e una cucina tipica con introduzione tardiva del riso (XII secolo).

## Est asiatici

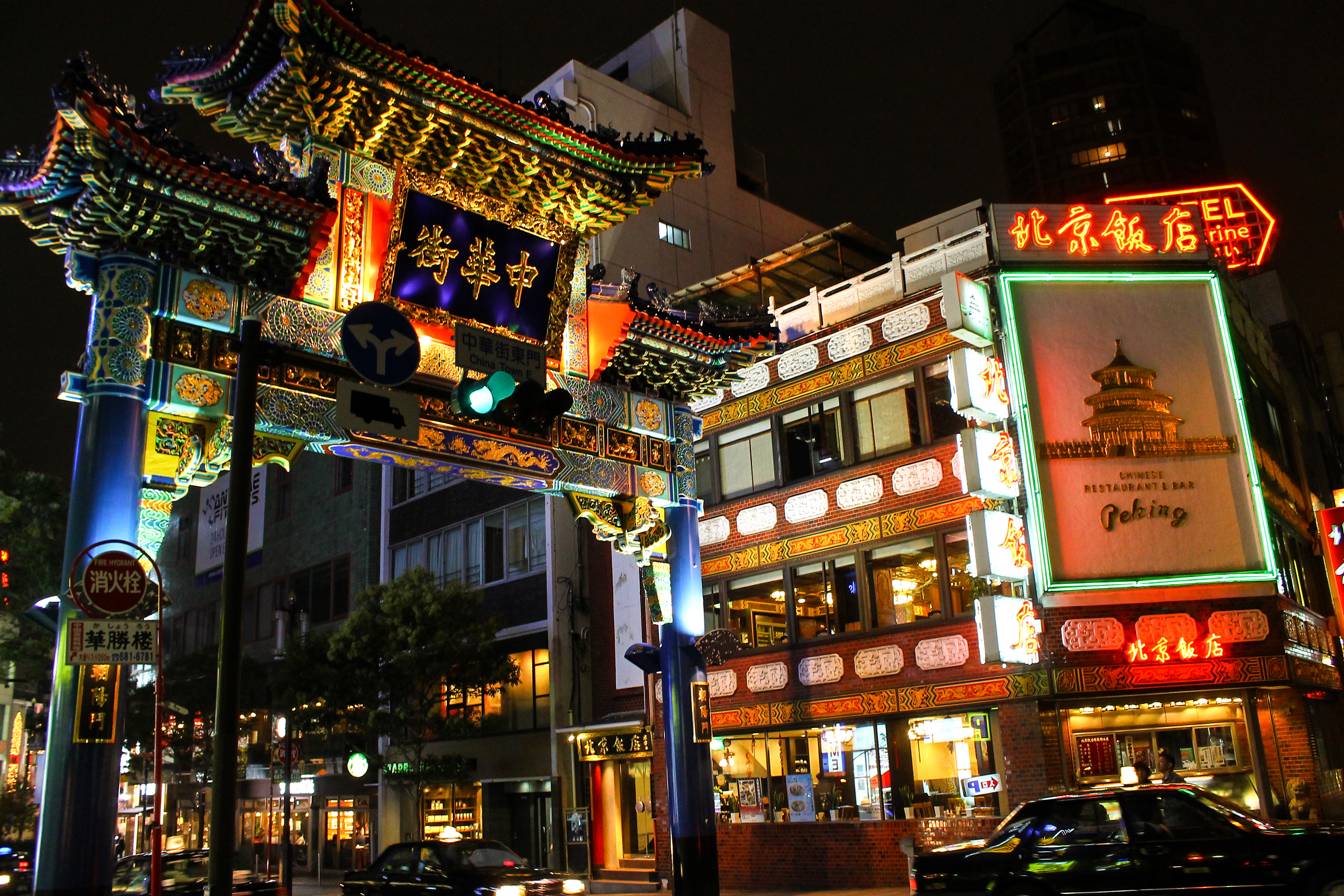
Paifang della Chinatown di Yokohama

### Cinesi
I cinesi in Giappone sono una delle più grandi minoranze etniche del Giappone. Comprendono lo 0,52% della popolazione totale del Giappone e si concentrano maggiormente nelle zone di Osaka, Tokyo e Yokohama.

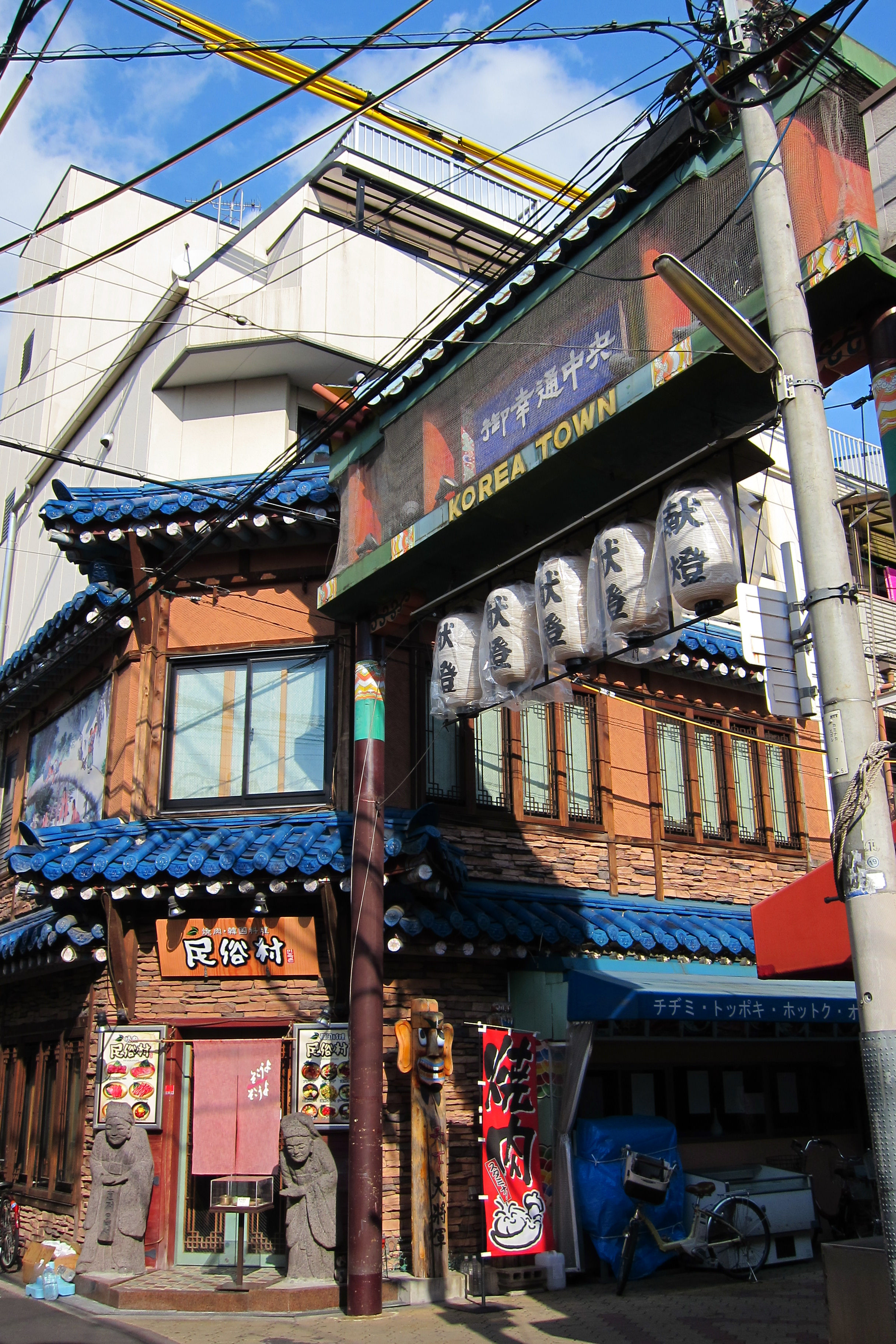
Hongsalmun della Koreatown di Ikuno, Osaka

### Coreani
I coreani in Giappone sono la quinta più grande minoranza etnica del paese; la maggior parte giunse in Giappone agli inizi del XX secolo.

## Sud-est asiatici

### Filippini
Nel 2007, secondo il ministero della giustizia, i filippini in Giappone contavano un numero di 202.592 persone, rendendoli la terza più grande minoranza etnica del Giappone insieme ai brasiliani.

## Sud asiatici
Secondo un articolo, Tokyo è la città con maggiore concentrazione di sud asiatici in Giappone.

## Sudamericani

### Brasiliani
In Giappone, che è la patria della seconda più grande comunità brasiliana fuori dal Brasile, risiede una significativa comunità di brasiliani. I brasiliani in Giappone, costituiscono anche il più grande gruppo di parlanti portoghesi in Asia, perfino più grande di quelli delle ex colonie portoghesi di Timor Est, Macao e Goa combinati; allo stesso modo, il Brasile mantiene il primato come patria della più grande comunità giapponese fuori dal Giappone.

### Annotazioni
1. ↑  Lo stato del Giappone riconosce la Repubblica di Corea (Corea del Sud) come stato sovrano dell'intera penisola coreana e, per questo motivo, non considera validi i passaporti rilasciati dalla Repubblica Popolare Democratica di Corea (Corea del Nord). In Giappone, si usa il termine chōsen per riferirsi a tutti i coreani residenti in Giappone che non detengono né la cittadinanza giapponese né quella sudcoreana.

### Fonti
1. ↑  (JA) 在留外国人統計（旧登録外国人統計） 在留外国人統計 月次 2018年12月 | ファイル | 統計データを探す, su 政府統計の総合窓口. URL consultato il 9 luglio 2020.
2. ↑  (JA) 外国人最多の249万人、東京は20代の1割 人口動態調査, su 日本経済新聞 電子版. URL consultato il 9 luglio 2020.
3. ↑   Japan Statistics Bureau, su stat.go.jp. URL consultato l'8 dicembre 2007 (archiviato dall'url originale il 25 dicembre 2007).
4. ↑  (JA) 在留外国人統計（旧登録外国人統計） 在留外国人統計 月次 2018年12月 | ファイル | 統計データを探す, su 政府統計の総合窓口. URL consultato il 5 giugno 2020.
5. ↑   Statistics Bureau Home Page/Population Estimates Monthly Report, su stat.go.jp. URL consultato il 5 giugno 2020.
6. ↑   Barbara Aoki Poisson, The Ainu of Japan, Minneapolis : Lerner Publications Co., 2002. URL consultato il 4 giugno 2020.
7. ↑  (EN) James B. Minahan, Ethnic Groups of North, East, and Central Asia: An Encyclopedia, ABC-CLIO, 10 febbraio 2014, ISBN 978-1-61069-018-8. URL consultato il 4 giugno 2020.
8. ↑  (EN) Reiji Yoshida, Inevitably, newcomers play growing role, su The Japan Times, 1º gennaio 2008. URL consultato il 10 luglio 2020.
9. ↑  (EN) Chinatowns and Little Indias take shape in Tokyo, su Nikkei Asian Review. URL consultato il 10 luglio 2020.